# Liste der Unterzeichner des Horner Bundes
Dies ist eine Liste der Unterzeichner des Horner Bundes, eines Zusammenschlusses von protestantischen (evangelischen) Mitgliedern der Stände Nieder- und (teilweise) auch Oberösterreichs vom 3. Oktober 1608.

## Liste
Die Liste folgt A. M. Böhm (siehe Literatur), die Bemerkungen wurden teilweise ergänzt.
| Nr. | Originalschreibung                                 | Name                          | Titel     | Geschlecht                          | Prädikat, Sitz                                                               | Bemerkung |
| --- | -------------------------------------------------- | ----------------------------- | --------- | ----------------------------------- | ---------------------------------------------------------------------------- | --- |
| 1   | Wolff Freyherr von Eitzing                         | Wolf Eitzing                  | Freiherr  | Eitzing                             | -                                                                            | kais. Hofkammerrat, oberster Erbkämmerer |
| 2   | Adam Herr von Puchaim Freiherr                     | Adam Puchheim                 | Herr      | Puchheim                            | -                                                                            | Herr von Puchheim |
| 3   | Wolfgang von Hofkirchen Freyherr                   | Wolfgang von Hofkirchen       | Freiherr  | Hofkirchen                          | Kollmitz, Drösiedl, Vösendorf                                                | Wolfgang II., nö. Regierungsrat, 1603–1608 nö. Verord. Herr, provisorischer Statthalter von NÖ.                                                                     |
| 4   | Paul Jacob Herr von Starhemberg                    | Paul Jakob Starhemberg        | Herr      | Starhemberg                         | -                                                                            | Rat, Kämmerer, Verordneter, General-Commissär in Ungarn |
| 5   | Bernhardt von Puechaimb                            | Bernhard Puchheim             | von       | Puchheim                            | -                                                                            | - |
| 6   | Hanns Vlrich Herr von Starhemberg                  | Hans Ulrich Starhemberg       | Herr      | Starhemberg                         | Ennseck                                                                      | kais. Rat, Beisitzer der nö. Landrechte |
| 7   | Ludwig Herr von Starhemberg                        | Ludwig Starhemberg            | Herr      | Starhemberg                         | Albrechtsberg, Ober-Pielach                                                  | Kämmerer, nö. Hofkammerdirektor, nö. ständ. Verordneter, Burggraf zu Steier                                                                                         |
| 8   | Wilhelm von Windischgraz Freyherr                  | Wilhelm Windisch-Graetz       | Freiherr  | Windisch-Graetz                     | Pielachhaag, Kolnitz und Katsch (Ktn)                                        | innerösterr. Hofkriegsratspräsident in Graz, 1609 evang. Deputierter nach Prag                                                                                      |
| 9   | Erassm von Landaw                                  | Erasmus Landau                | von       | Landau                              | Zistersdorf, Marchegg und Anger                                              | Herr von Zistersdorf (1615), 1620 Marchegg und Angern, 1620 geächtet, Güter konfisziert                                                                             |
| 10  | Sigmund Adam Herr von Traun                        | Sigmund Adam Traun            | Herr      | Traun                               | Herr von Traun und Maissau                                                   | 1614–1622 nö. Verord. Herr., kais. Kämmerer, Obersthofmeister, Hofkammerpräsident, 1632 Landmarschall und General-Landoberster                                      |
| 11  | Maximilian von Maming                              | Maximilian Maming             | Ritter    | Maming                              | Kirchberg an der Pielach, Rassing und Mitterau                               | Gesandter, nö. Regierungsrat und Verord. Ritt., Hofkammerrat, im Ausschuss der evang. Stände                                                                        |
| 12  | Hans Sigmund Greyss zu Waldt                       | Hans Sigmund Greiss           | Freiherr  | Greiss zu Wald                      | Wald (bei Pyhra) und Sitzenberg                                              | 1592–1599 nö. Verord. Ritt., 1607 Freiherr, 1612 Gesandter nach Prag                                                                                                |
| 13  | Wilhelm Seemann von Mangern                        | Wilhelm Seemann               | (Ritter)  | Seemann von Mangern                 | St. Peter in der Au                                                          | 1586 oö Landeshauptmann-stellv., nö. Hofkammerpräs., Reichshofrat, ab 1610 im nö. Herrenstand                                                                       |
| 14  | Sebastian Günther Hager                            | Sebastian Günther Hager       | von       | Hager von Allentsteig               | Wetzdorf bei Heldenberg                                                      | kais. Hofkriegsrat, verweigerte 1620 die Huldigung, als Verräter gehängt und Güter konfisziert                                                                      |
| 15  | Christoff von Greissen zu Wald                     | Christoph Greiss zu Wald      | Ritter    | Greiss zu Wald                      | -                                                                            | blieb Ritter, 1609–1617 nö. Landuntermarschall |
| 16  | Ehrnreich Wurmbprand                               | Ehrenreich Wurmbrand          | Freiherr  | Wurmbrand                           | Steyersberg, Stickelberg und Hochwolkersdorf, Raittenau                      | Erbküchenmeister der Steiermark, nö. Verord. Ritt., seit 1607 Freiherr                                                                                              |
| 17  | Ernreich von Gera Obr                              | Ehrenreich Gera               | Ritter    | Gera                                | Michelstetten                                                                | Obrist, Viertelhptm. V.U.M.B., oberster Hauptmann im V.O. und U.M.B., 1612–1618 Raitmarschall                                                                       |
| 18  | Helmhard von Frideshaim                            | Helmhard Friedesheim          | Ritter    | Friedesheim                         | ursprünglich Behaim von Friedesheim                                          | 1608 Viertelhptm. V.O.M.B, 1612 Raitherr, 1618 u. 1619 Verord. Ritt., 1620 geächtet, konnte fliehen                                                                 |
| 19  | Georg Casper von Neuhauss                          | Georg Kasper Neuhaus          | von       | Neuhaus                             | Hartenstein und Hoheneck, Hohenstein u. a.                                   | Truchsess Rudolph II., Oberstsilberkämmerer, Mundschenk u. Vorschneider v. Erzhzg. Ernst, 1617 wirkl. Hofrat, 1623 Frh.                                             |
| 20  | Hanns Çhristoff Kaufmann zu Jeutendorf             | Hans Christoph Kaufmann       | Ritter    | Kaufmann                            | Jeutendorf und Einöd                                                         | 1601 nö. Raitherr, 1605 Raitmarschall, die K. blieben evangelisch und starben 1655 verarmt aus                                                                      |
| 21  | Gebhard Wilhelm Weltzer                            | Gebhard Wilhelm Welzer        |           | Welzer                              | -                                                                            | - |
| 22  | Georg Ehrnreich Herr von Puchaim Freyherr          | Georg Ehrenreich Puchheim     | Freiherr  | Puchheim                            | Raabs                                                                        | Herr von Puchheim |
| 23  | Wolff Adam Herr von Puechaim                       | Wolf Adam Puchheim            | Herr      | Puchheim                            | Heidenreichstein                                                             | Herr von Puchheim, Bruder von Bernhard (31) |
| 24  | Georg von Landaw Freyherr                          | Georg Landau                  | Freiherr  | Landau                              | -                                                                            | Bruder von Erasmus v. L. (9), Mundschenk Maximilian I., 1620 geächtet                                                                                               |
| 25  | Mertt Herr von Starhemberg                         | Mert (Martin) Starhemberg     | Herr      | Starhemberg                         | -                                                                            | 1566 kais. Rat, Regent der nö. Lande, 1620 geächtet, starb 1620 |
| 26  | Hanns Herr von Puechaim                            | Hans Puchheim                 | Herr      | Puchheim                            | Wildberg, Horn                                                               | Herr von Puchheim |
| 27  | Hanns Gotthard Strein Herr zu Ss.                  | Hans Gotthard Streun          | Herr      | Streun                              | Schwarzenau                                                                  | Herr zu Schwarzenau |
| 28  | Maximilian Herr zu Polhaim                         | Maximilian Polheim            | Herr      | Polheim                             | Ottenschlag, Rastbach, Gobelsburg                                            | 1604 Verordneter des nö. Herrenstandes |
| 29  | Hardtmann Herr zu Puchaim                          | Hartmann Puchheim             | Herr      | Puchheim                            | -                                                                            | - |
| 30  | Andre Moracksch Freyherr von Litschau              | Andreas Mrakesch              | Freiherr  | Mrakesch (von Noskau)               | Litschau                                                                     | mährisches Geschlecht, Freiherr von Litschau und Reingers |
| 31  | Bernhardt Herr von Puchaim                         | Bernhard Puchheim             | Herr      | Puchheim                            | Heidenreichstein                                                             | Bruder von Wolf Adam (23) |
| 32  | Christoff Wilhelbm Pernstorffer von Poppen         | Christoph Wilhelm Pernstorfer |           | Pernstorfer von Poppen              | Karnabrunn                                                                   | (siehe Schloss Großpoppen), mit ihm erlosch 1629 das Geschlecht |
| 33  | Hanns Volekhardt von Concin zu Weissenburg         | Hans Volkhard Concin          | Ritter    | Concin                              | Weissenburg, auf Droß, Wocking, Weinzierl, Wildenstein.                      | Johann V. 1607 Freiherr |
| 34  | Carl Heuperger                                     | Karl Heuberger                | Ritter    | Heuberger                           | Himberg (bei Weinzierl am Walde) und Wald, Hauskirchen                       | nö. Landrechtsbeisitzer, Raitherr, Verordneter, 1612 Ausschuss des Ritterstands                                                                                     |
| 35  | Amandus von Gera                                   | Amandus Gera                  | von       | Gera                                | Klement, Paasdorf                                                            | Bruder von Ehrenreich G. (17), kais. Hauptmann, 1620 geächtet und Güter konfisziert, später begnadigt                                                               |
| 36  | Hainrich Hager                                     | Heinrich Hager                |           | Hager                               | -                                                                            | - |
| 37  | Vlrich Leysser                                     | Ulrich Leyser                 | Freiherr  | Leyser                              | Neunzen, Oberleis, Niederleis                                                | kais. Oberstlieutenant |
| 38  | Sebastian Grabner                                  | Sebastian Grabner             | Ritter    | Grabner zu Rosenburg                | Rosenburg, Pottenbrunn, Judenau, Joslowitz, Schlickersdorf (Mähren)          | Herr der Rosenburg, 1609–10 evang. Deputierter |
| 39  | Hanns Wolff Khneyssl                               | Hans Wolf Kneissel            |           | Kneissel                            | Hacking (Wien)                                                               | Viertelhauptmann V.U.W.W., Oberhauptm. Viertel O. u. U.W.W., nö. ständ. Ritterausschuss                                                                             |
| 40  | Hanns Melchior Maschkho                            | Hans Melchior Maschko         | Ritter    | Maschko                             | Niederleis, Gutenbrunn                                                       | 1620 geächtet, Güter konfisziert |
| 41  | Georg Sigmundt Geyer von Osterberg                 | Georg Sigmund Geyer           | Herr?     | Geyer von Osterberg                 | Inzersdorf (Wien)                                                            | Bruder von Otto Friedrich (52) und Hans Adam (138) |
| 42  | Ferdinand Herr zu Herberstein                      | Ferdinand Herberstein         | Herr      | Herberstein                         | Třešť/Triesch, Sierndorf, Deinzendorf                                        | kais. Kämmerer |
| 43  | Georg Ludwig Herr von Trautmanstorff               | Georg Ludwig Trauttmansdorff  | Herr      | Trauttmansdorff                     | Totzenbach, Kirchstetten                                                     | seit 1602 im nö. Herrenstand |
| 44  | Hartmann von Landau                                | Hartmann Landau               | von       | Landau                              | Schickenhof bei Zwettl                                                       | Vetter von (9) und (24), verkauft 1604 Edelsitz Schickenhof und Eichhorn                                                                                            |
| 45  | Johann Christoff von Prag Freiherr                 | Johann Christoph Prag         | Freiherr  | Prag                                | -                                                                            | Freiherr zu Engelstein |
| 46  | Christian Herr von Tscherneml                      | Christian Tschernembl         | Herr      | Tschernembl                         | -                                                                            | kais. Hofkämmerer, Hofkriegsrat, Oberster eines Reiterregiments, Stadt-Guardi-Oberstltn.                                                                            |
| 47  | Maximilian Teufel Freyherr                         | Maximilian Teufel             | Freiherr  | Teufel                              | Droß                                                                         | emigrierte 1619, dann Oberster der Leibgarde des Königs Gustav Adolf II.                                                                                            |
| 48  | Andre Freyherr zu Khainach                         | Andreas Kainach               | Freiherr  | Kainach                             | Edelsitz Feldmühle samt Haindorf                                             | seit 1613 im alten nö. Herrenstand, Bruder des Ehrenreich (103) |
| 49  | Ernnst von Kolonitsch Freyherr                     | Ernst Kollonitsch             | Freiherr  | Kollonitsch                         | Kirchberg am Walde, Hoheneich, Limbach, Wielands                             | siehe Kollonitz von Kollograd Ernst Graf v. K. |
| 50  | Hanns Andre Herr von Trauttmanstorff               | Hans Andreas Trauttmansdorff  | Herr      | Trauttmansdorff                     | Totzenbach, Kirchstetten                                                     | seit 1602 im nö. Herrenstand |
| 51  | Christoff Wilhelm von Zelking                      | Christoph Wilhelm Zelking     | Herr      | Zelking                             | Sierndorf, Dürnstein und die Wachau, u. a.                                   | später dann Freiherr |
| 52  | Ott Fridrich Geyr                                  | Otto Friedrich Geyer          | (Ritter)  | Geyer von Osterberg                 | Zellerndorf                                                                  | fiel 1620 in der Schlacht am Weißen Berg, Bruder von Georg Sigmund (41) und Hans Adam (138)                                                                         |
| 53  | Hector Khornfaidl zu Wurmbla                       | Hector Kornfail               |           | Kornfail                            | Würmla, Güter in Ungarn                                                      | kais. Oberstlieutenant, 1618 von Bethlen gefangengenommen, erhielt 1625 das ungar. Indigenat                                                                        |
| 54  | Wolf Christoff Römmer                              | Wolf Christoph Römer          |           | Römer                               | Burgschleinitz                                                               | 1620 geächtet und emigriert, Güter konfisziert |
| 55  | Georg Bernhardt Kirchperg                          | Georg Bernhard Kirchberg      | (von)     | Kirchberg                           | Meidling                                                                     | (siehe Schloss Viehofen) |
| 56  | Haymeran Velderndorffer                            | Emeran Velderndorfer          | Ritter    | Velderndorfer                       | -                                                                            | Rittergeschlecht aus dem Raum St. Pölten |
| 57  | Wolff Steger                                       | Wolf Steger                   | (von)     | Steger (Steger von Ladendorf)       | Ladendorf, Wiernitz (Würnitz), Eggersdorf                                    | Herr zu Ladendorf, 1636 Freiherr |
| 58  | Hector von Sonderndorff                            | Hector Sonderndorf            | Ritter    | Sonderndorfer                       | Kirchberg am Walde, Illmau, Naglitz und Weissenbach (heute Tschechien)       | bairisches Rittergeschlecht, Paris von Sonderndorf wurde 1612 Freiherr                                                                                              |
| 59  | Dietrich Lasotha von Steblow                       | Dietrich Lasotha              | Ritter    | Lasotha von Steblow (Stöblau?)      | Hasendorf (Sitzenberg-Reidling)                                              | nö. Ritterstand seit 1606 |
| 60  | Wolf Christoff Stubner                             | Wolf Christoph Stubner        | (Ritter)  | Stubner                             | Fels                                                                         | rittermäßiges Geschlecht, Gut Vels Fels am Wagram? |
| 61  | Adam Polani                                        | Adam Polani                   |           | Polani                              | Sachsendorf (bei Burgschleinitz)                                             | - |
| 62  | Hanns Lorenz Khuefstainer                          | Hans Lorenz Kuefstein         | Freiherr? | Kuefstein                           | Spitz a. d. D.                                                               | 1610 und 1619 Deputierter der nö. Stände |
| 63  | Weikhard Freyherr zu Polhaim der Jüngere           | Weikhard Polheim              | Freiherr  | Polheim                             | -                                                                            | der Jüngere |
| 64  | Raichardt Herr von Puechaim                        | Reichhard Puchheim            | Herr      | Puchheim                            | Krumbach, Horn                                                               | - |
| 65  | Georg Achaz Enenckel                               | Georg Achatz von Ennenkel     | Freiherr  | Ennenkel                            | Albrechtsberg                                                                | - |
| 66  | Weickhardt Freyherr zu Aursperg                    | Weickhard Auersperg           | Freiherr  | Auersperg                           | Purgstall a.d. Erlauf, Waasen                                                | Kämmerer, Oberst |
| 67  | Hanns Adam Schratt Freyherr zu Khindberg           | Hans Adam Schratt             | Freiherr  | Schratt von Kindberg                | Immendorf, Vöslau                                                            | steir. Geschlecht, 1607 in den nö. Herrenstand aufgenommen |
| 68  | Wolff Jacob Freyherr zu Herberstein                | Wolf Jakob Herberstein        | Freiherr  | Herberstein                         | Wolfpassing am Wagram,                                                       | Truchsess K. Matthias, 1620 geächtet |
| 69  | Hanns Andre Herr zu Stadel                         | Hans Andreas Stadel           | Herr      | Stadel                              | Rieckersburg, Lichteneck, Freiberg, Kornberg und Grafenwörth                 | kais. Oberst, seit 1607 im nö. Herrenstand, 1620 geächtet, Güter Winkelberg, Grafenwörth konfisziert                                                                |
| 70  | Wolff Freyherr zu Saurau                           | Wolf Saurau                   | Herr      | Saurau                              | Ligist und Horneck, Grafenegg                                                | 1604 in den nö. Herrenstand aufgenommen |
| 71  | Seyfridt von Greyssen                              | Seifried Greiss               | Freiherr  | Greiss zu Wald                      | -                                                                            | 1607 Freiherr |
| 72  | Wolff Herr von Puchaimb                            | Wolf Puchheim                 | Herr      | Puchheim                            | -                                                                            | - |
| 73  | Joachim Stokarner zu Starein                       | Joachim Stockhorner           |           | Stockhorner von Starein             | -                                                                            | Stammsitz war Stockern bei Eggenburg |
| 74  | Zachrias Woyttich                                  | Zacharias Woytich             | Ritter    | Woytich von Taxen                   | -                                                                            | böhmisches Rittergeschlecht |
| 75  | Virgilius Bschönigkh zu Madrantz                   | Virgilius Bschännigg          | Ritter    | Bschännigg                          | Moidrams                                                                     | kärntnerisches Rittergeschlecht |
| 76  | Hanns Ludwig Schönauer                             | Hanns Ludwig Schönauer        | (Ritter)  | Schönau(er)                         | Weinern                                                                      | niederösterreichisches Geschlecht |
| 77  | Joachim Laglberg                                   | Joachim Lagelberg             | (Ritter)  | Lagelberg                           | Herrmannsdorf, Niedernondorf, Schickenhof bei Zwettl                         | niederösterreichisches Geschlecht |
| 78  | Wolff Polani                                       | Wolf Polani                   |           | Polani                              | -                                                                            | - |
| 79  | Georg Ernreich Moser                               | Georg Ehrenreich Moser        | Ritter    | Moser zu Pötzelsdorf Pötzleinsdorf? | Pötzelsdorf, Kirchberg an der Wild, Winkelberg                               | seit 1579 im nö. Ritterstand, Bruder von Hans Gottfried M. (99) |
| 80  | Hanss Adam Woyttich                                | Hass Adam Woytich             | Ritter    | Woytich von Taxen                   | -                                                                            | Sohn des Zacharias Woytich (74) |
| 81  | Hannss Christoff Stockhorner zu Starein            | Hans Christoph Stockhorner    |           | Stockhorner von Starein             | -                                                                            | (wie 73) |
| 82  | Johann Wilhelm Feyertager                          | Johann Wilhelm Feyertager     | (Herr)    | Feyertager                          | Haitzendorf?                                                                 | starb 1615/17 als letzter seines Geschlechts |
| 83  | Johann von Althan                                  | Johann Althann                | Freiherr  | Althann                             | Kirchstetten, Walterskirchen, Zisserstorf, Freyenstein und Karlsbach         | Hofkriegsrat und Oberster, Kämmerer von K. Matthias, musste alle Güter außer Kirchstetten verkaufen                                                                 |
| 84  | Albrecht Fridrich Graff zu Hardegg                 | Albrecht Friedrich Hardegg    | Graf      | Hardegg                             | Hardegg                                                                      | ursprüngl. Prüschenk Freiherrn von Stettenberg, seit 1499 Grafen v. H.                                                                                              |
| 85  | Sebastian von Greussen Freyherr                    | Sebastian Greiss              | Freiherr  | Greiss zu Wald                      | Wald (bei Pyhra)                                                             | 1598 nö. Regierungsrat, 1607 Freiherr, 1620 Verordneter des Herrenstandes                                                                                           |
| 86  | Rudolff Teuffel                                    | Rudolf Teufel                 | Freiherr  | Teufel                              | Gundersdorf                                                                  | 1609 und 1610 im Ausschuss der nö. protestantischen Stände |
| 87  | Hanns Ludwig Herr von Khueffstain                  | Johann Ludwig von Kuefstein   | Freiherr  | Kuefstein                           | Greillenstein, Spitz a. d. D., Zaissing, Puchberg ...                        | 1614 und 1616 Deputierter der nö. luther. Stände, wurde kath. und nö. Regimentsrat, 1627 Botschafter, kais. Geheimer Rat, 1630 oö. Landeshauptmann, 1634 Reichsgraf |
| 88  | Hannss Rueber Freyherr                             | Hans (d. J.) Rueber           | Freiherr  | Rueber                              | Pixendorf bei Michelhausen, Grafenwörth                                      | siehe Hans Rueber d. Ä.: 6. Johann Baptist (d. J.) |
| 89  | Pilgram von Sintzendorff                           | Pilgram Sinzendorf            | Ritter    | Sinzendorf                          | Ernstbrunn, Pöggstall und Friedau                                            | 1610 Freiherr, 1620 nö. Regimentsrat, 1625 Ober-Erzmundschenk in Österreich                                                                                         |
| 90  | Veit Achaz Englshofer                              | Veit Achatz Engelhofer        | (Ritter)  | Engelhofer                          | Schirmannsreith, Jedenstetten und Marbach                                    | 1615 im Ritterstand am nö. Landtag |
| 91  | Carl Fuert                                         | Karl Furt                     | Ritter    | Furt von Furtenberg                 | Würfelhof (Furtenburg) zu Nussdorf (Wien)                                    | Wiener Bürger, 1581 geadelt, 1608 Furt von Furtenberg, Lehen in u. a. Ottakring, Guntramsdorf                                                                       |
| 92  | Hanns Paull Kremmer von Khönigshofen vnd Edlasperg | Hans Paul Kremmer             | Ritter    | Kremmer von Königshofen             | Erlaberg, Lanzendorf                                                         | fränkisches Geschlecht, seit 1595 im nö. Ritterstand, kais. Rat, Silberkämmerer, 1620 bei Erbhuldigung (schon kath. ?)                                              |
| 93  | Michael Zeller                                     | Michael Zeller                | Ritter    | Zeller zu Rastenberg                | Rastenberg, Burg bei Rastenfeld 1604 gekauft                                 | 1601 im nö. Ritterstand, kais. Rat, Hofkriegs-Zahlmeister in Ungarn                                                                                                 |
| 94  | Hans Andre Zeller auf Rastenberg                   | Hans Andreas Zeller           | Ritter    | Zeller zu Rastenberg                | Rastenberg                                                                   | - |
| 95  | Ferdinandt Stockhorner                             | Ferdinand Stockhorner         |           | Stockhorner von Starein             | -                                                                            | (wie 73) |
| 96  | Ferdinandt Pernstorffer von Poppen                 | Ferdinand Pernstorfer         |           | Pernstorfer von Poppen              | Poppen                                                                       | Bruder von Christoph W. P. (32) |
| 97  | H Leopalldt Grabner                                | Hans Leopold Grabner          | Ritter    | Grabner zu Rosenburg                | Rosenburg                                                                    | Sohn von Sebastian G. (38), starb vor seinem Vater |
| 98  | Wolff Christoff Waller                             | Wolf Christoph Waller         | Ritter    | Waller                              | Haugsdorf                                                                    | - |
| 99  | Hanns Gottfridt Moser                              | Hans Gottfried Moser          | Ritter    | Moser zu Pötzelsdorf                | Pötzelsdorf, Kirchberg an der Wild                                           | seit 1579 im nö. Ritterstand, Bruder von Georg Ehrenreich M. (79)                                                                                                   |
| 100 | Pilgram von Frideshaim                             | Pilgram Friedesheim           | von       | Friedesheim                         | Herr zu Grundtdorf                                                           | |
| 101 | Joseph Freyherr von Rottall                        | Joseph Rothal                 | Freiherr  | Rottal                              | Feistritz                                                                    | Johann Joseph 1601 in nö. Herrenstand aufgenommen, 1619 Feistritz                                                                                                   |
| 102 | Quintin von Althan Freyherr                        | Quintin Althann               | Freiherr  | Althann                             | Goldburg, Murstetten, Haitzing und Zwentendorf                               | 1605 Viertelcommissär im V.O.W.W. |
| 103 | Ehrnreich Freyherr zu Khainach                     | Ehrenreich Kainach            | Freiherr  | Kainach                             | Enzersdorf im Langenthale bei Hollabrunn, Waldreichs am Wald Groß-Siegharts? | Bruder von Andreas K. (48), 1613 in nö. Herrenstand aufgenommen |
| 104 | Erasm Freyherr vonn Eyzing                         | Erasmus Eitzing               | Freiherr  | Eitzing                             | -                                                                            | Hauptmann ob und unter dem Mannhartsberg, 1612 ständischer Raitherr                                                                                                 |
| 105 | Hanns Wilhelm von Greyssen Freyherr                | Hans Wilhelm Greiss           | Freiherr  | Greiss zu Wald                      | Wald (bei Pyhra) und Sitzenberg                                              | Historiker, 1620 Herr auf Sitzenberg, 1623 im Ausschuss des Herrenstandes                                                                                           |
| 106 | Andre Herr von Puchaim Freyherr der elter          | Andreas Puchheim              | Freiherr  | Puchheim                            | Raabs                                                                        | Andreas d. Ä. |
| 107 | Hanns Jacob Herr von Khuefstain Freiherr           | Hans Jakob Kuefstein          | Freiherr  | Kuefstein                           | Greillenstein, Spitz a.d. D., Schauenstein, Burgschleunitz ...               | Bruder v. H. Ludwig (87), Oberst, wurde 1621 kath. und nö. Regimentsrat, 1623 Hofkammerrat, nö. Verord. Herr., Reichshofrat, 1624 Oberst-Silberkämmerer             |
| 108 | Balthasar Thonradl Freiherr                        | Balthasar Thanrädl            | Freiherr  | Thanrädl (Thonrädl)                 | Thernberg und Rechberg                                                       | kais. Rat und Hofkammerrat, sein Sohn Andreas wurde 1620 geächtet                                                                                                   |
| 109 | Hans Adam von Neydegg                              | Hans Adam Neideck             | Ritter    | Neideck Herren von Neudeck?         | -                                                                            | bairisch-krainer Geschlecht, 1620 wurde der Bruder Hans Georg geächtet                                                                                              |
| 110 | Carl von Frideshaim                                | Karl Friedesheim              | von       | Friedesheim                         | Burghof, Freisitz bei Krems                                                  | 1620 geächtet, 1621 begnadigt und erhält Freisitz Burghof zurück |
| 111 | Reimundt Straub                                    | Raimund Straub                | Ritter    | Straub                              | Ober-Seebern V.U.M.B bei Naarn im Machlande?                                 | Wiener Ratsherr, 1579 in neuen nö. Ritterstand aufgenommen |
| 112 | Christoff Weltzer                                  | Christoph Welzer              |           | Welzer                              | -                                                                            | - |
| 113 | Christoph Ernst Geyer v. O.                        | Christoph Ernst Geyer         | Ritter    | Geyer von Osterberg                 | Kröllendorf                                                                  | - |
| 114 | Max Hoe                                            | Maximilian Hoe                | Ritter    | Hoë von Hoënegg                     | Altenmarkt V.U.W.W und andere Lehen                                          | ab 1602 im neuen nö. Ritterstand, 1608 Landrechtsbeisitzer, 1614 Verord. Ritt., huldigte 1620 dem Kaiser, 1624 nö. Regimentsrat                                     |
| 115 | Johann Baptista Paheleb zu Oberwalterstorf         | Johann Baptist Pacheleb       | Ritter?   | Pacheleb                            | Oberwaltersdorf, Neideggerhof zu St. Ulrich (vor Burgtor in Wien)            | Wiener Bürger, starb 1615–16 als letzter seines Stammes |
| 116 | Niclas Chrysostomus Ostermayr                      | Niklas Chrysostomus Ostermayr | Ritter    | Ostermayr                           | -                                                                            | 1572 in neuen nö. Ritterstand aufgenommen |
| 117 | Wolf Fuert                                         | Wolf Furt                     | Ritter    | Furt von Furtenberg                 | Würfelhof (Furtenburg) zu Nussdorf (Wien)                                    | Wiener Bürger, 1581 geadelt, kais. Rat u. Vicedom, 1608 Furt von Furtenberg, Lehen in u. a. Ottakring, Guntramsdorf                                                 |
| 118 | Görg Christian Herr von Zinzendorff                | Georg Christian Zinzendorf    | Herr      | Zinzendorf                          | Hauseck                                                                      | - |
| 119 | Ernfridt Herr von Puechaim Freyherr                | Erhenfried Puchheim           | Freiherr  | Puchheim                            | -                                                                            | - |
| 120 | Ott Teuffl Freyherr                                | Otto Teufel                   | Freiherr  | Teufel                              | Weyerburg und Eckartsau                                                      | K. Matthias Kämmerer und Oberst Falkenmeister, danach kaiserl. Oberst-Hofjägermeister                                                                               |
| 121 | Wolff Dietrich Herr von Puechaimb Freyherr         | Wolf Dietrich Puchheim        | Freiherr  | Puchheim                            | -                                                                            | - |
| 122 | Georg Ehrnreich Herr von Zinzendorff               | Georg Ehrenreich Zinzendorf   | Herr      | Zinzendorf                          | Hauseck                                                                      | - |
| 123 | Ludwig von Künigsperg Freyherr                     | Ludwig Königsberg             | Freiherr  | Königsberg                          | Pernstein und Seebenstein, Schwarzenbach, Pottendorf u. a.                   | 1606 nö. Hofkammerrat, 1607 kais. Kämmerer, 1613 Ausschuss des Herrenstandes                                                                                        |
| 124 | Wolf Niclas Freyherr zu Aursperg                   | Wolf Niklas Auersberg         | Freiherr  | Auersperg                           | Peilstein                                                                    | Mundschenk von Erzherzog Matthias |
| 125 | Hanns Georg von Kolonitsch Freyherr                | Hans Georg Kollonitsch        | Freiherr  | Kollonitsch                         | Hagenbrunn                                                                   | Vorschneider K. Rudolph II., dann Oberster u. Generaladjutant des Herzogs von Braunschweig                                                                          |
| 126 | Wilhelm von Hofkirchen Freyherr                    | Wilhelm Hofkirchen            | Freiherr  | Hofkirchen                          | -                                                                            | 1620 geächtet, siehe Wilhelm von Hofkirchen, 6. 1. |
| 127 | Hanns Fridrich Khielmann                           | Hans Friedrich Kielmann       | (Ritter)  | Kielmann von Kielmannsegg           | Kielmannsegg                                                                 | 1603 nö. Landesoberkriegs-Commissär, Untertanen in Teesdorf und Wienersdorf                                                                                         |
| 128 | Michl Pitterstorffer                               | Michael Pittersdorfer         | Ritter    | Pittersdorfer                       | -                                                                            | 1601 in neuen nö. Ritterstand aufgenommen |
| 129 | Hanns Gabryell von Concin                          | Hans Gabriel Concin           | Ritter    | Concin                              | -                                                                            | 1607 Freiherrn, 1613 in den nö. Herrenstand |
| 130 | Zachariass Pachmair                                | Zacharias Pachmayr            | Ritter?   | Pachmayr -mair?                     | Pernstorferhof zu Zwettl                                                     | 1569 in nö. Ritterstand aufgen., 1607 Pernstorferhof zu Zwettl |
| 131 | Hannss Wilhelbm Mayr                               | Hans Wilhelm Mayr             | Ritter?   | Mayr Mair?                          | Zettenreith und Treminghof                                                   | 1598 Zettenreith und Treminghof |
| 132 | Christof Khlaindienst                              | Christoph Kleindienst         | Ritter?   | Kleindienst                         | Wachseneck und Pirkenstein, Dietmans, Weinern                                | steirisches Geschlecht, 1592 in nö. Ritterstand aufgen., 1592 Dietmans, kaufte 1611 Weinern                                                                         |
| 133 | Niclass Giennger zu Grüenbihl                      | Niklas Gienger                | Freiherr  | Gienger von Grünbühel               | Grünbühel, Rabenstein, Altenhofen und Ranzenbach V.O.W.W                     | schwäbisches Geschlecht, 1608 Freiherrn, 1635 in nö. Herrenstand aufgen.                                                                                            |
| 134 | Friderich Gienger von Grünbihel                    | Johann Friedrich Gienger      | Freiherr  | Gienger zu Oberhöflein              | Oberhöflein, Grünbühel                                                       | schwäbisches Geschlecht, 1608 Freiherrn |
| 135 | Georg Wopping                                      | Georg Wopping                 | Freiherr  | Woppinger von Wopping               | Mühlfeld und Karpfheim                                                       | bairisches Geschlecht, 1600 in den alten nö. Ritterstand aufgenommen                                                                                                |
| 136 | Adam Gienger zu Grünpuchl                          | Adam Gienger                  | Freiherr  | Gienger von Grünbühel               | -                                                                            | schwäbisches Geschlecht, 1608 Freiherrn, Adam oder Johann Adam?, 1590 bis 1621 Vicedom ob der Enns                                                                  |
| 137 | Hanss Georg von Losperg                            | Hans Georg Lasberg            | Herr      | Lasberg, Lasberger                  | Ochsenburg und Anzenhof                                                      | oberösterr. Geschlecht, Stammsitz Burgruine Dornach bei Lasberg, siehe auch Burg Lasberg                                                                            |
| 138 | Hanns Adam Geyer von Osterberg                     | Hanns Adam Geyer              | Ritter?   | Geyer von Osterberg                 | Inzersdorf, Leesdorf, Wolfsberg, Thallern                                    | 1607 Ausschuss des Ritterstands, Bruder von Georg Sigmund (41) und Otto Friedrich (52)                                                                              |
| 139 | Matthias Wurmbprand                                | Matthias Wurmbrand            |           | Wurmbrand                           | -                                                                            | Bruder des Ehrenreich W. (16) |
| 140 | Wolff Cristoff Velderndorffer                      | Wolf Christoph Velderndorfer  | Ritter    | Velderndorfer                       | Grafendorf                                                                   | Rittergeschlecht aus dem Raum St. Pölten |
| 141 | Nimrod Khölnpeck                                   | Nimrod Kölnpöck               | Herr      | Kölnpöck                            | Salaberg, Niederwallsee, Freienstein etc.                                    | bairisches Geschlecht, durch Eisenhandel reich, kaufte 1590 Höhenberg ob der Enns, 1592 Öd, durch Alchemie verarmt!                                                 |
| 142 | Carl Ludwig Fernberger                             | Karl Ludwig Fernberger        | Ritter    | Fernberger                          | Egenberg und Messenbach (oö), Sitzenberg und Fahrafeld (nö)                  | fränkisches Geschlecht, seit 1600 im alten nö. Ritterstand, 1615 nö. Regimentsrat, Erbkämmerer in OÖ, Landrechts-Beisitzer                                          |
| 143 | Hanns Bernhard von Peuckhaim zu Albrechtsberg      | Hans Bernhard Peukheim        | Ritter?   | Peukheim                            | Albrechtsberg an der Krems                                                   | 1596 an die Gült geschrieben, war der Letzte seines Geschlechtes |
| 144 | Albrecht Geyer von vndt zu Osterberg               | Albrecht Geyer                | (Ritter)  | Geyer von Osterberg                 | Rothenhaus, Wolfsberg, Sieghartskirchen                                      | - |
| 145 | Georg Bernhard von Neuhauss                        | Georg Bernhard Neuhaus        | von       | Neuhaus                             | Stadlkirchen, Blumau (OÖ), Eppenberg (NÖ)                                    | 1623 Freiherr von Hartenstein und Hoheneck, 1624 in nö. Herrenstand aufgenommen                                                                                     |
| 146 | Sigmundt von Malendem                              | Sigmund Malenthein            | Ritter    | Malenthein                          | Plankenstein                                                                 | 1618 im Ausschuss des Ritterstandes |
| 147 | Thobias Stettnar                                   | Tobias Stettner               | Ritter    | Stettner                            | Grabenhof (Gansbach, Gem. Dunkelsteinerwald)                                 | steirisches Geschlecht, Georg St. 1576 in nö. Ritterstand aufgenommen                                                                                               |
| 148 | Matheuss Eissler                                   | Matthäus Eisler               | Ritter    | Eisler                              | Eggenburg                                                                    | 1599 in den neuen nö. Ritterstand aufgenommen |
| 149 | Georg Jacob Freyherr zu Aursperg                   | Wolf Niklas Auersberg         | Freiherr  | Auersperg                           | Waasen, Mainberg                                                             | Panatier K. Matthias |
| 150 | Sebastian Schrötl                                  | Sebastian Schrötl             | Ritter    | Schrötl von Schrottenstein          | Idolsberg bis 1625                                                           | seit 1601 im nö. Ritterstand, 1610 Reichsritter (von Schrottenstein), besuchte 1615 den Landtag                                                                     |
| 151 | Andre Wolzogen                                     | Andreas Wolzogen              | Ritter    | Wolzogen                            | -                                                                            | seit 1591 im alten nö. Ritterstand |
| 152 | Math Woltzogen                                     | Mathias Wolzogen              | Ritter    | Wolzogen                            | -                                                                            | (wie 151) |
| 153 | Carl von Saurau Freyherr                           | Karl Saurau                   | Herr      | Saurau                              | Grafenegg                                                                    | verkauft 1622 Grafenegg |
| 154 | Simon Schrötl                                      | Simon Schrötl                 | Ritter    | Schrötl von Schrottenstein          | Ebersdorf                                                                    | seit 1601 im nö. Ritterstand, 1610 Reichsritter (von Schrottenstein), kaufte 1611 Gut Ebersdorf, 1637 am Landtag                                                    |
| 155 | Andre Rabenhaubt von Suche                         | Andreas Rabenhaupt            | Freiherr  | Rabenhaupt von Suche                | Ottensheim, Waxenberg                                                        | böhmisches Geschlecht, seit 1532 Freiherrn |
| 156 | Georg Schütter zu Khlingenberg                     | Georg Schüter                 | Ritter    | Schütter zu Klingenberg             | Windhaag und Kollmünz                                                        | seit 1595 im neuen nö. Ritterstand, verkauft 1636 Windhaag und 1637 Kollmünz                                                                                        |
| 157 | Philipp Kötzler                                    | Philipp Kötzler               | Ritter    | Kötzler                             | Schellenhof, (Schaumburgerhof)                                               | seit 1585 im nö. Ritterstand, besitzt 1621 den Schellenhof, sein Bruder den Schaumburgerhof                                                                         |
| 158 | Zacharias Startzer Dr.                             | Zacharias Startzer            | Ritter    | Startzer                            | Parschenbrunn, Wetzelstorf und Eggendorf am Walde                            | seit 1603 im neuen nö. Ritterstand, nö. Landmarschalls-Gerichts-Beisitzer, 1613 und 1615 am Landtag, 1620 geächtet und emigriert                                    |
| 159 | Hanns Georg van Neydegg                            | Hans Georg Neideck            | Ritter    | Neideck                             | -                                                                            | bairisch-krainer Geschlecht, Bruder von Hans Adam (109), 1620 geächtet                                                                                              |
| 160 | Rudolff von Inprukh                                | Rudolf Inbruck                | von       | Inbruck (Inbrucker)                 | Beigarten (Peigarten)                                                        | Wiener Geschlecht, verweigert 1620 die Huldigung |
| 161 | Wilhalm Christoph Heybl                            | Wilhelm Christoph Heubl       | Ritter    | Heubl von Pilgramshof               | Eichhof zu Aichabrunn, Limberg                                               | schwäbisches Geschlecht, 1600 in den neuen nö. Ritterstand aufgenommen                                                                                              |
| 162 | Christoff Mielwang                                 | Christoph Mühlwang            | Ritter    | Mühlwang(er)                        | Kronsegg (Schiltern, Gem. Langenlois) und Müllands                           | oberösterreichisches Geschlecht, Stammsitz Schloss Mühlwang in Gmunden                                                                                              |
| 163 | Alexander Huetstokher                              | Alexander Hutstocker          | Ritter    | Hutstocker                          | Dobra und Tiefenbach im V.O.M.B, Eichhorn                                    | Wiener Geschlecht, kauft 1608 Freisitz Eichhorns, Bruder von Rudolf H. (164)                                                                                        |
| 164 | Ruedolff Huetstokher                               | Rudolf Hutstocker             | Ritter    | Hutstocker                          | Dobra (Mitbesitzer)                                                          | Wiener Geschlecht, Bruder von Alexander H. (163) |
| 165 | Wolf Friderich Tättenpeckh                         | Wolf Friedrich Tattenbach     | Ritter    | Tattenbach                          | Wolimbel und Gannowitz, Zeillern                                             | bairisches Geschlecht, 1615 in den alten nö. Ritterstand aufgenommen                                                                                                |
| 166 | Lucas Franhamer                                    | Lukas Fronhamer               | Ritter    | Fronhamer von Malching              | Breiteneich bei Horn                                                         | bairisches Geschlecht, 1586 in den alten nö. Ritterstand aufgenommen                                                                                                |

### Abkürzungen
nö. Österreich unter der Enns,
oö. Österreich ob der Enns,
VOMB Viertel ober dem Manhartsberg,
VUMB Viertel unter dem Manhartsberg,
VOWW Viertel ober dem Wienerwald,
VUWW Viertel unter dem Wienerwald
Gr. Graf,
Frh. Freiherr,
R. Ritter,
Verord. Ritt. Verordneter des Ritterstands,
Verord. Herr. Verordneter des Herrenstands,
Verord. Verordneter,
Viertelhptm. Viertelhauptmann